# Elena Velikanova
Elena Sergueïevna Velikanova (en russe : Еле́на Серге́евна Велика́нова), née le 5 octobre 1984 à Moscou, est une actrice russe.

## Biographie
Elle a étudié dans une école de musique. En 2005, elle sort diplômée de l'École supérieure d'art dramatique Mikhaïl-Chtchepkine. La même année, elle tient son premier rôle au cinéma dans le film Popsa d'Elena Nikolaeva, dont le scénario est adapté de la nouvelle de Iouri Korotkov.
Après le début de l'invasion de l'Ukraine par la Russie en 2022, elle a soutenu la partie ukrainienne, a déménagé à Kiev et a commencé à s'exprimer sur les réseaux sociaux en langue ukrainienne.

## Filmographie
- 2005 : Popsa (Попса) de Elena Nikolaeva : Slavka
- 2007 : Il, elle et moi (Он, она и я, On, ona i ya) de Konstantin Khudiakov : infirmière
- 2007 : Vanetchka (Ванечка) de Elena Nikolaeva : Nadia
- 2008 : Le meilleur film (Самый лучший фильм, Samy lutchchi film) de Kirill Kouzine :
- 2013: The Ryan Initiative de Kenneth Branagh :  Katya
- 2014 : La Guerre des autres (Чужая война, Tchoujaïa voïna) de Alexandre Tcherniaev : Zoïa (série télévisée)